# ناو ماکسیم گورکی
ناو ماکسیم گورکی (به انگلیسی: Soviet cruiser Maxim Gorky) یک کشتی بود که طول آن ۱۹۱٫۴ متر (۶۲۷ فوت ۱۱ اینچ) بود. این کشتی در سال ۱۹۳۸ ساخته شد.